# L'Esprit de Mopti
L'Esprit de Mopti es una película del año 1999.

## Sinopsis
Al este de Malí, donde la sabana se encuentra con el desierto, está Mopti, una gran ciudad musulmana y cruce comercial ubicada sobre el río Níger. Cada jueves, comerciantes de diversas etnias se dan cita en el mercado. En Mopti se hablan todas las lenguas de Malí y se sigue practicando el trueque siguiendo la tradición antigua. Ese es el "espíritu de Mopti", lleno de tolerancia, humor, respeto por el otro, intercambio y comercio, que este documental describe a través de cinco personajes representativos: un dogón, un bozo, un pastor fulani, un ganadero tuareg y Bela, hijo de la ciudad y carretero.

## Premios
- Vues d’Afrique Montréal 2000
- FESPACO 2001
- Zanzíbar 2001